# Literární soutěž Františka Halase
Literární soutěž Františka Halase je soutěž pro mladé básníky, vyhlašovaná od roku 1972 v rámci festivalu Halasův Kunštát. Od roku 2012 je její součástí také Zvláštní cena Klementa Bochořáka.

## Historie
Básník František Halas prožil své dětství ve městě Kunštát, kde se od roku 1969 v měsíci říjnu pořádá festival Halasův Kunštát jako připomínka jeho odkazu. Soutěž pro mladé básníky je jeho součástí od roku 1972 a odkazuje na Halasovu výraznou podporu začínajících literátů ve 30. a 40. letech.
Soutěž zprvu zaštiťovalo Okresní kulturní středisko v Blansku, v letech 1993 až 2011 Muzeum Blansko. Od roku 2012 jsou pořadateli město Kunštát, Kruh přátel umění města Kunštát a Společnost přátel mladé poezie. Z každého ročníku jsou vydávány sborníky Hledání, v roce 2007 vyšel bilanční almanach Na vlastní ticho.
Se soutěží byli jako porotci spojeni např. básník a překladatel Ludvík Kundera, literární teoretik Milan Blahynka, ředitelka blanského muzea Eva Nečasová nebo básníci Bogdan Trojak a Martin Stöhr. V současnosti porotu tvoří básník Vojtěch Kučera (od roku 2007), literární kritik a teoretik Miroslav Chocholatý (od roku 2009) a básnířka Klára Goldstein (od roku 2023).

## Soutěž
Soutěž je určena pro autory ve věku 15 až 29 let, z nichž porota vybírá deset finalistů. Vyhlášení laureáta a udělení uznání poroty je součástí hlavního programu Halasova Kunštátu. Od roku 2012 je udílena také Zvláštní cena Klementa Bochořáka, spočívající v nabídce vydání knižního debutu. Vznikla tak Edice LSFH, jejímž editorem je hlavní dramaturg a organizátor soutěže, básník Vojtěch Kučera.

### Laureáti
- 2007 Jan Zvettler
- 2008 Hana Šustková
- 2009 Ondřej Hložek
- 2011 Jan Delong
- 2012 Pavel Zajíc
- 2013 Klára Šmejkalová
- 2014 Michaela Horynová
- 2015 Klára Goldstein
- 2016 Emma Kausc
- 2017 Hana Richterová
- 2018 David Broda
- 2019 Jan Jindřich Karásek
- 2020 Vít Malota
- 2021 Rostislav Šíma
- 2022 Vojtěch Štěpán
- 2023 Alexandr Pech
- 2024 Jan Trtílek

### Edice LSFH
- Pavel Zajíc: Ona místa, 2013.
- Klára Šmejkalová: Naživo, 2014.
- Michaela Horynová: V zahradách, 2015.
- Marek Torčík: Rhizomy, 2016.
- Emma Kausc: Cykly, 2017. (Nominace na Cenu Jiřího Ortena.)
- Hana Richterová: Hluchá místa, 2018.
- Jan Jindřich Karásek: Vyměřování vzdálenosti, 2020.
- Vít Malota: Bez obrazů navíc, 2021.
- Rostislav Šíma: Hrobařův syn, 2022.
- Vojtěch Štěpán: Vlčencům na setměnou, 2024.
- Alexandr Pech: Hansiáda, 2024. (Longlist cen Magnesia Litera.)